# Gevangenschap (dier)

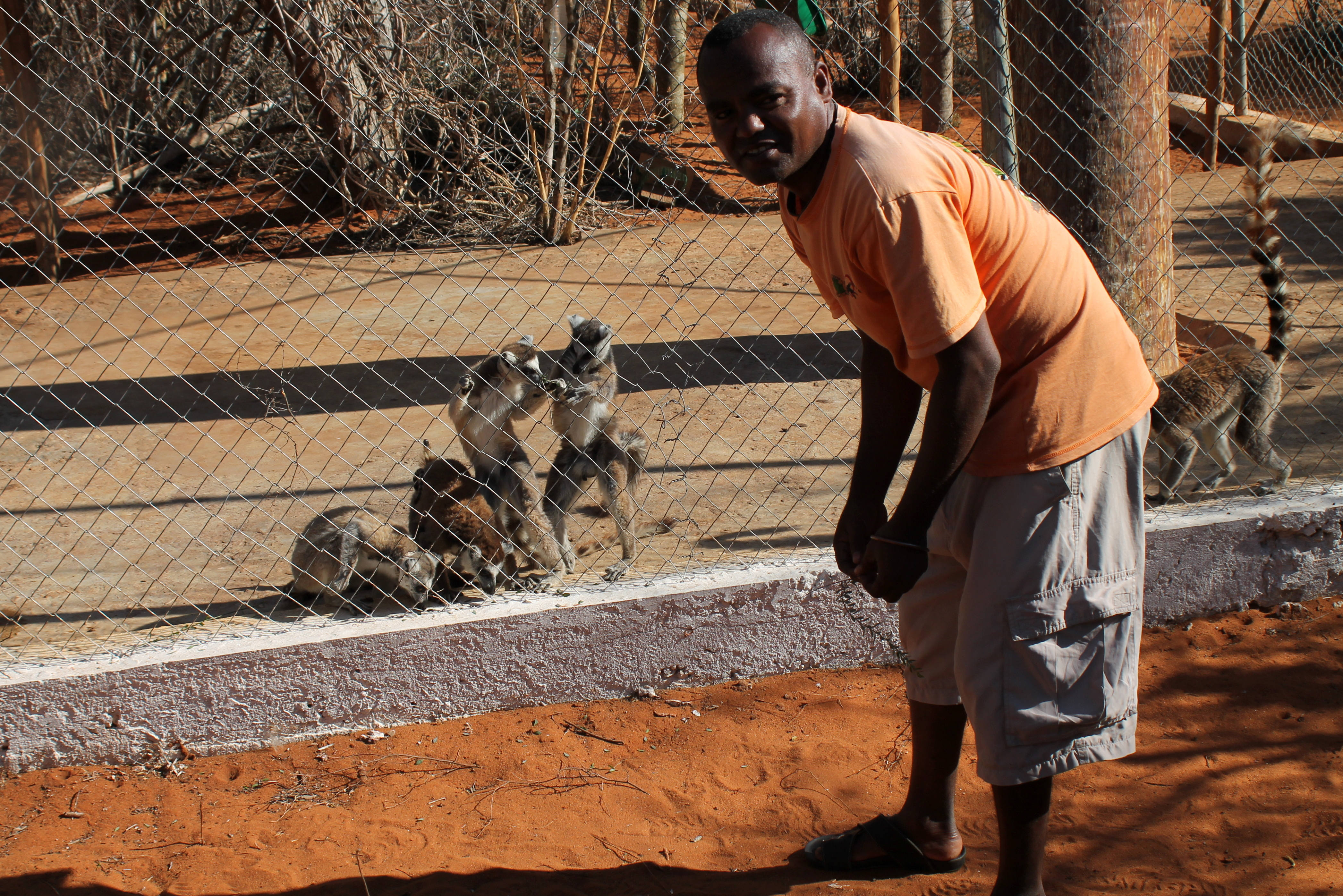
Opgevangen ringstaartmaki's in het Renialareservaat in Madagaskar

Een dier is in gevangenschap wanneer zijn bewegingsvrijheid door mensen wordt beperkt. De term wordt meestal toegepast op wilde dieren, die onder andere gevangen gehouden ten behoeve van hun bescherming, de wetenschap of tentoonstelling. De term gevangenschap kan ook slaan op het houden van gedomesticeerde dieren, zoals vee of huisdieren. Er worden ook wel shows mee gegeven of wedstrijden mee gedaan.

## Functies
Het gevangen houden van een dier kan velerlei functies hebben. De gevangenschap kan het belang van het dier of zijn soort dienen, het belang van de mens of een combinatie van beide.

### Educatie
In dierentuinen en wildparken worden dieren voor een groot publiek getoond. Het is een mengvorm van  natuureducatie en buitenrecreatie. Medewerkers geven in sommige dierentuinen op bepaalde tijden toelichting en informatieborden bieden achtergrondinformatie. Dierentuinen tonen vooral exotische wilde dieren. In hertenkampen en kinderboerderijen zijn ook gedomesticeerde en inheemse dieren te zien.

### Behoud

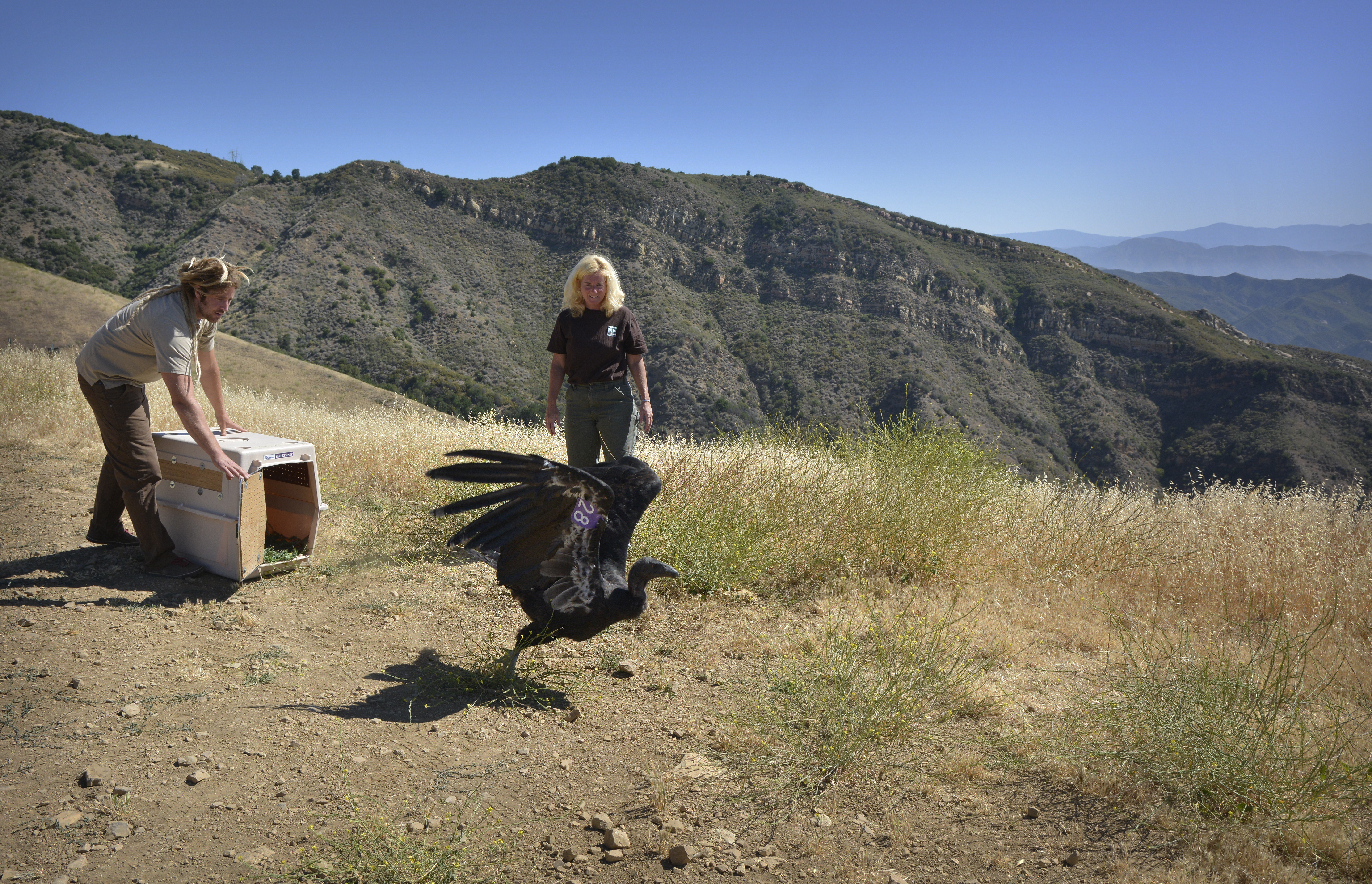
Een in gevangenschap opgegroeide Californische condor wordt vrijgelaten in de Hopper Mountain National Wildlife Refuge in Ventura County, Californië

Sommige dierentuinen en andere zoölogische instanties houden bedreigde diersoorten in gevangenschap om deze te beschermen voor uitsterven. Zij proberen om met een fokprogramma een levensvatbare populatie van een soort in stand te houden. Wanneer dit is gelukt, kan eventueel worden overgegaan tot herintroductie in het wild. Een succesvol voorbeeld is de Californische condor (Gymnogyps californianus). Deze was bijna uitgestorven, maar kon worden gered dankzij herintroductie met exemplaren die zich in gevangenschap hadden voortgeplant.
Soorten die de status EW hebben ('uitgestorven in het wild') komen alleen nog maar voor in gevangenschap. Voorbeelden zijn de hawaiikraai (Corvus hawaiiensis) en het Pater-Davidshert (Elaphurus davidianus).

### Opvang

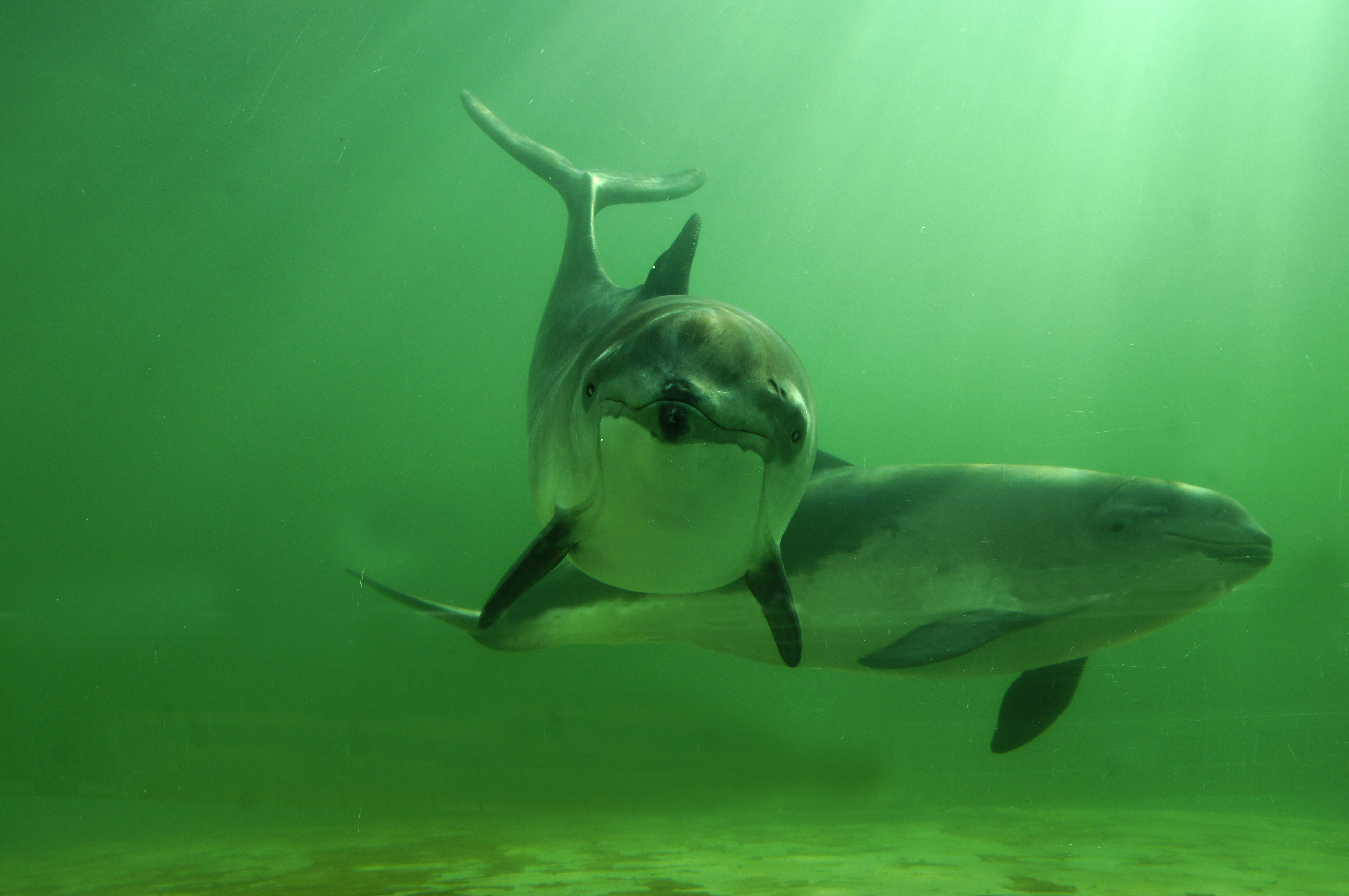
Deze bruinvissen werden als jonge dieren opgevangen door SOS Dolfijn en verblijven permanent in Ecomare, een vogelopvangcentrum en zeehondencrèche op Texel.

Dierenopvangcentra verzorgen dieren die op eigen kracht niet kunnen overleven. Het betreft bijvoorbeeld jonge, zieke, verzwakte of gewonde dieren, die soms na een tijdelijk verblijf weer kunnen worden uitgezet. Er zijn ook dieren die permanente verzorging nodig hebben. Zij hebben bijvoorbeeld te lang in gevangenschap geleefd of zijn als juveniel in de steek gelaten, zodat ze niet hebben geleerd om voor zichzelf te zorgen.

### Onderzoek

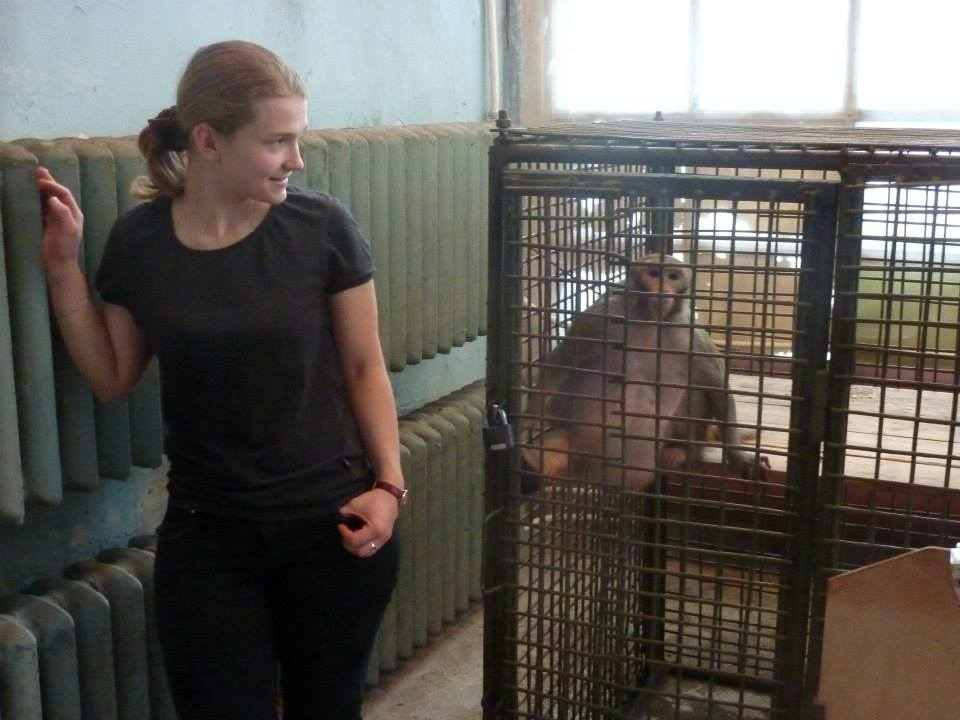
Een makaak in een laboratorium voor neurologisch onderzoek

Proefdieren worden in gevangenschap gehouden voor experimenten om producten te testen of voor fundamenteel wetenschappelijk onderzoek. Zo worden diverse zoogdieren gebruikt voor experimenten in de genetica en neurologie, en worden nematoden en bananenvliegjes gebruikt voor erfelijkheidsstudies. In veel landen bestaan wetgevingen die instanties verplichten om proeven die schadelijk zijn voor het dier zoveel mogelijk te vermijden. Mede dankzij de vooruitgang in moleculaire biologie en computermodellen zijn er diverse alternatieven voor dierproeven ontwikkeld. Dierproeven voor cosmetica zijn in Nederland sinds 1977 verboden.
Dieren in gevangenschap kunnen ook een rol spelen in het onderzoek naar de anatomie, fysiologie en ethologie van hun soort. Dit kan onder andere bijdragen aan de instandhouding van hun soortgenoten in het wild. Veldwerk kan reis- en verblijfkosten met zich meebrengen en sommige dieren laten zich niet makkelijk observeren. Het kan bovendien lastig zijn om afzonderlijke dieren te herkennen, wat van belang kan zijn voor bijvoorbeeld gedragsonderzoek. Veel diersoorten vertonen echter een ander gedrag in gevangenschap als in het wild. Bovendien stellen veel soorten hoge eisen aan hun leefomgeving of dieet. Het sterfpercentage van vogelbekdieren (Ornithorhynchus anatinus) bijvoorbeeld bedroeg tot in de jaren tachtig van de twintigste eeuw ongeveer 75 procent in het eerste jaar.

### Privédoeleinden

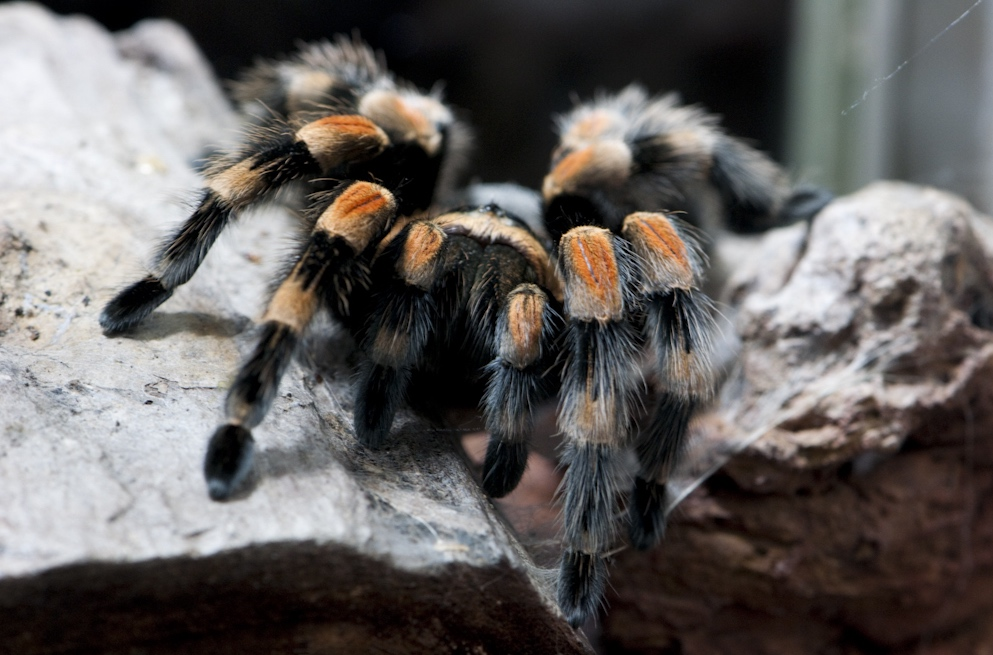
Een Mexicaanse roodknievogelspin (Brachypelma smithi) in een terrarium

Dieren worden om velerlei redenen door particulieren in gevangenschap gehouden. Vee en andere nutsdieren hebben vooral economische waarde. Andere gedomesticeerde dieren dienen als gezelschapsdier of worden ingezet voor specifieke werkzaamheden, zoals rijpaarden en ADL- en geleidehonden.
Wilde dieren worden door particulieren vooral gehouden voor de hobby. Er bestaat reeds lange tijd een bloeiende handel in exotische dieren. Veel dierenwinkels verkopen in gevangenschap gekweekte soorten, maar via websites en op beurzen kan men ook aan wildvangst komen. Sommige van deze dieren worden in hun oorspronkelijke leefomgeving als plaag bezien, met name geleedpotigen. Voor veel andere wilde dieren vormt de internationale dierenhandel een serieuze bedreiging.

## Levenskwaliteit

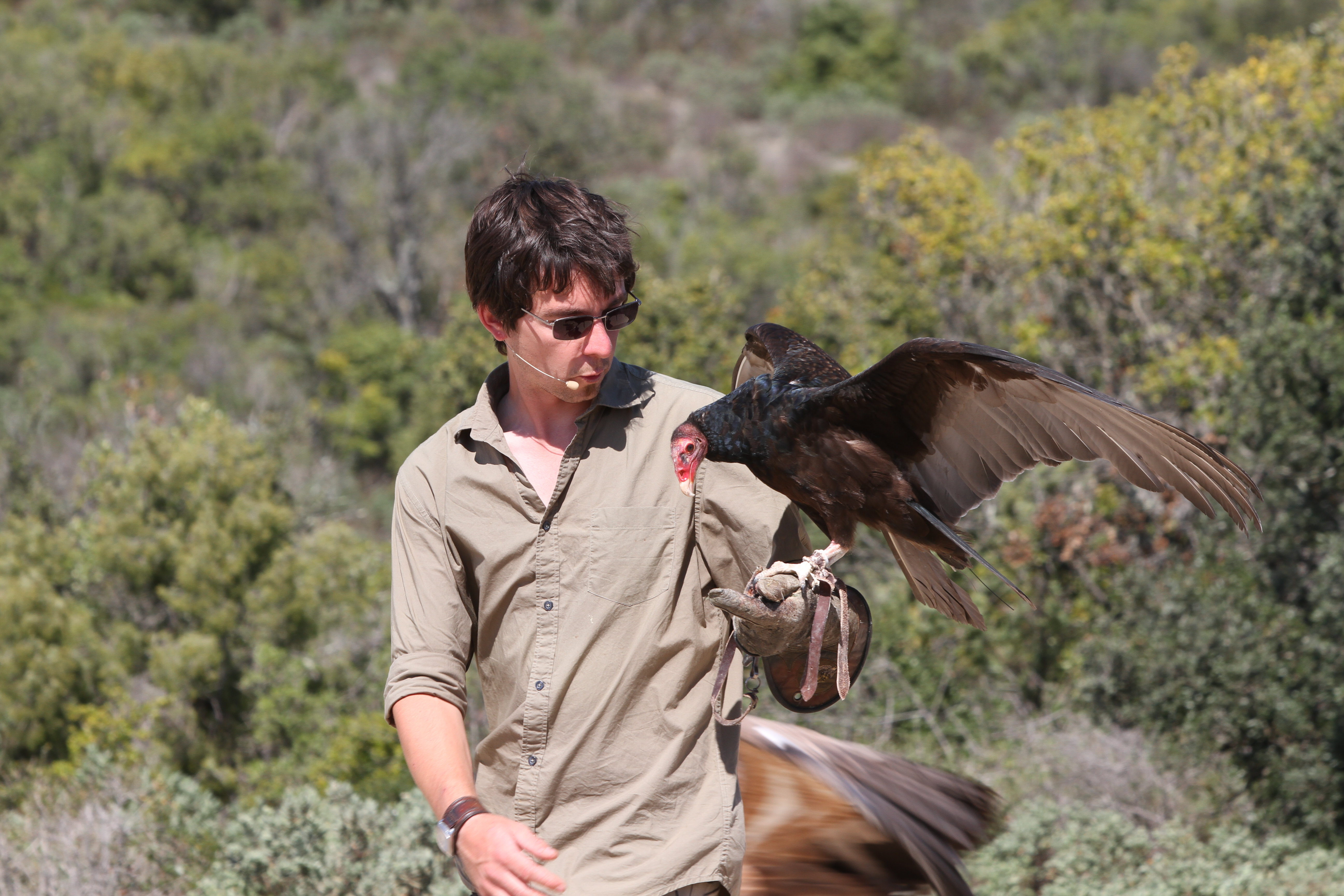
In gevangenschap bereikt een roodkopgier gemiddeld een aanzienlijk hogere leeftijd.

Een dier in gevangenschap heeft doorgaans weinig natuurlijke vijanden. Bij een goede verzorging is hij bovendien verzekerd van beschutting en een constante bron van voedsel. Voor veel dieren dragen deze factoren bij aan een langere levensduur dan ze in het wild bereiken. Een roodkopgier (Cathartes aura) wordt in het wild bijvoorbeeld zelden ouder dan zestien jaar, maar kan in gevangenschap ruim veertig jaar oud worden.
Dieren die lange tijd in gevangenschap zijn gehouden, kunnen zich echter meestal niet meer redden in de vrije natuur. Hierdoor moeten zij de rest van hun leven verzorgd worden. Dierenbeschermingorganisaties bekommeren zich om de levenskwaliteit van deze dieren. Sommige organisaties voeren radicale acties uit. Leden van het Nederlandse Dierenbevrijdingsfront hebben bijvoorbeeld regelmatig pelsdieren vrijgelaten.

### Abnormaal gedrag
Dieren in gevangenschap kunnen abnormaal gedrag ontwikkelen onder invloed van stress of verveling. Voorbeelden zijn overspronggedrag, repetitief gedrag, excessieve persoonlijke verzorging en zelfverminking.
Abnormaal gedrag kan soms worden voorkomen door het gezelschap van een soortgenoot van hetzelfde geslacht. Een andere veel toegepaste maatregel tegen abnormaal gedrag is gedragsverrijking; het introduceren van prikkels uit de omgeving die nodig zijn voor een optimale psychologische en fysiologische welzijn.

## Wetgeving
Er bestaan diverse regelgevingen voor de handel, kweek en bezit van dieren. De Convention on International Trade in Endangered Species of Wild Fauna and Flora (CITES) is een internationale overeenkomst over de handel in dieren en planten. In 2016 hebben 183 landen deze overeenkomst ondertekend. In deze landen moet een vergunning worden aangevraagd voor de in- en uitvoer van beschermde soorten.
In diverse landen is in de grondwet een aantal dierenrechten opgenomen. Zo is het in de Verenigde Staten illegaal om bepaalde vogels te vangen of te doden. Deze mogen alleen in gevangenschap worden gehouden als ze gewond zijn of niet in staat om in het wild te overleven. In Nederland is de Gezondheids- en welzijnswet voor dieren van kracht.
Ook voor dierentuinen bestaan specifieke bepalingen. In de Europese Unie bestaat er bijvoorbeeld de Dierentuinrichtlijn, die in het leven is geroepen ten bate van de bescherming van wilde dieren en de instandhouding van de biodiversiteit van hun oorspronkelijke habitat.